# Roketa setá
Roketa setá (Eruca sativa) je středně vysoká, bohatě větvená a olistěná bylina se světle žlutými květy, jediný druh rodu roketa který v České republice roste.

## Výskyt
Druh pochází z Mediteránu a navazujících oblastí v jihozápadní Asii a Makaronésii. Vyrůstal jako plevelná rostlina v porostech obilnin i lnu a byl s jejími semeny rozšířen až na indický subkontinent a do jihovýchodní Asie, jižní Afriky, Severní Ameriky a také do Austrálie. Upřednostňuje teplé a suché klima, vzrostlá rostlina však snese suchý mráz do −4 °C. Vyrůstá nejčastěji na místech ovlivněných lidskou činností a pokud se dostane do výživné zeminy odmění se mohutným růstem.
V Česku je roketa setá hodnocena jako poměrně mladý, nepříliš rozšířený neofyt, poprvé byla v české přírodě zaznamenána v roce 1900. V devatenáctém století byla z oblastí okolo Středozemního moře dovážena do českých zahrad kde se začínala pěstovat jako pochutina a odtud unikala do volné přírody.

## Taxonomie
Tato variabilní rostlina je původně známa jako Eruca vesicaria s více poddruhy. Poddruh Eruca vesicaria subsp. sativa rostoucí ve střední Evropě byl z ní ale vydělen a uznán samostatným druhem Eruca sativa.

## Popis

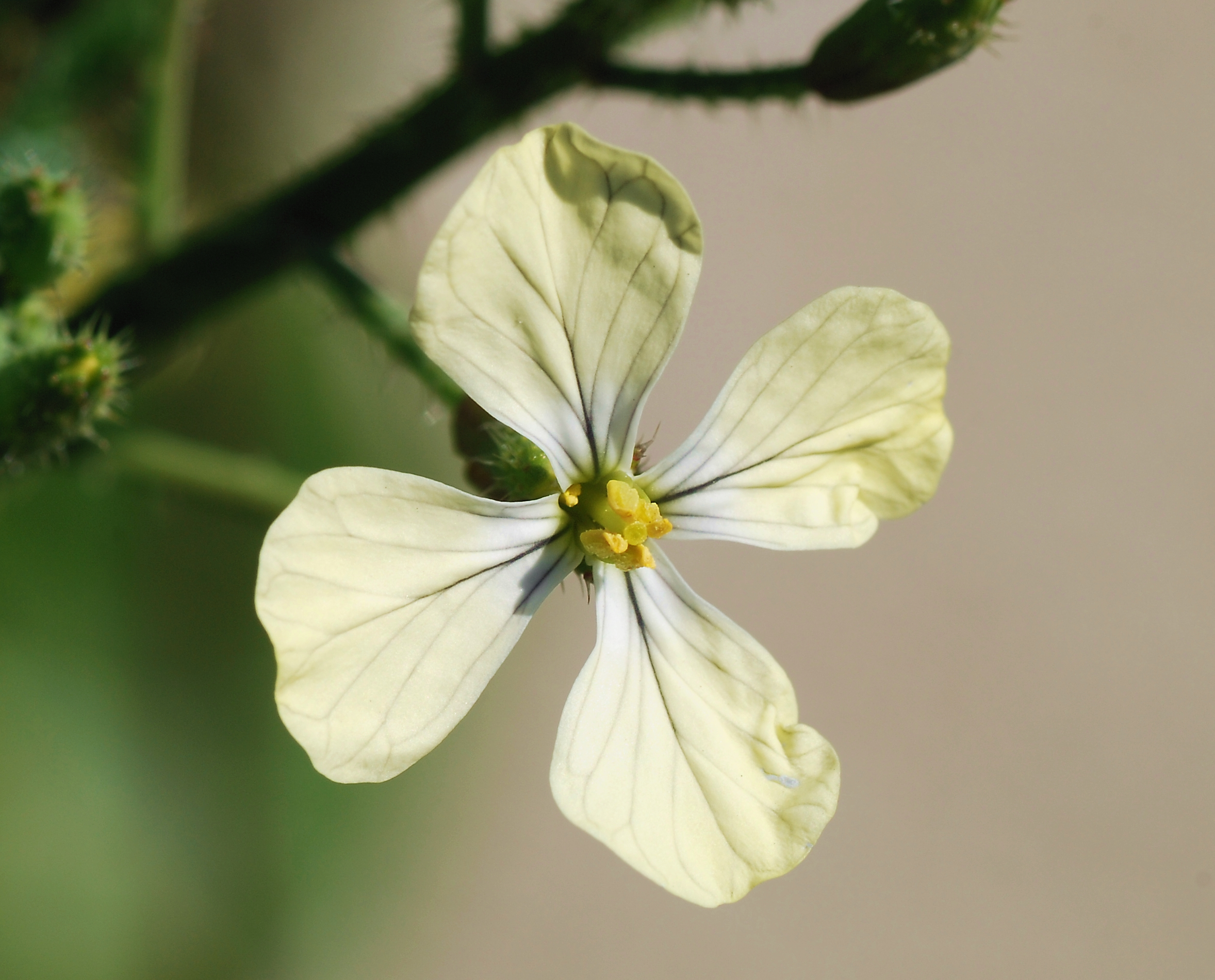
Květ rokety seté

Roketa setá je jednoletá, lysá nebo jen řídce chlupatá rostlina jejíž přímá a obvykle rozvětvená lodyha rostoucí z tenkého, vřetenovitého kořene dorůstá průměrně až do výše 60 cm. Listy mají světlezelenou barvu a vyrůstají jak v přízemní růžici tak i na lodyze, jsou dlouhé 7 až 15 cm a široké od 3 do 5 cm. Bývají jednoduše až dvojitě lyrovitě peřenoklané, křídlaté, vejčité segmenty mají zubaté nebo laločné a na vrcholu jsou tupé nebo okrouhlé, lodyžní bývají i přisedlé. Různotvarost listů je poměrně veliká.
Čtyřčetné, oboupohlavné květy velké v průměru 15 až 20 mm vyrůstající na stopkách tvoří hroznovité květenství (postupně se prodlužující) s poměrně málo květy. Úzce obkopinaté, opadavé, vzpřímené kališní lístky bývají 8 až 11 mm dlouhé, mají bílý lem a vnitřní jsou u báze mírně vyduté. Obvejčité korunní lístky s dlouhým nehtem a zářezem na vrcholu jsou velké 15 až 22 mm, jejich barva je žlutá s fialovým žilkováním a postupně bělají. Šest tyčinek je čtyřmocných, nektarové žlázky jsou čtyři. Rozkvétají v červnu až srpnu, opylovány jsou hmyzem. Ploidie rokety seté je 2n = 22.
Plody jsou obvykle na tlustých stopkách vzpřímeně vyrůstající 4hranné nebo elipsoidní šešule 20 až 30 mm dlouhé, někdy šavlovitého tvaru, se zobákovitou části bez semen. V pouzdrech jsou ve dvou řadách hnědá až načervenalá kulovitá hladká semena asi 2,5 mm velká.

## Význam
Roketa setá je oblíbená listová zelenina hojně používána především v italské a řecké kuchyni. Nejčastěji se konzumuje syrová jako obloha, například na pizze, nebo sendvičích, či jako součást rozmanitých salátů. Lze ji ale upravit i tepelně. V takovém případě se s ní můžete setkat v těstovinách, polévkách či omáčkách. V neposlední řadě ji lze přidat též do pesta nebo smoothie. 
Někdy bývá nesprávně označována jako rukola, nejspíš kvůli podobnému názvu a stejnému využití v kuchyni. Pravá rukola jsou ovšem listy druhu křez tenkolistý (Diplotaxis tenuifolia). Mimo schopnosti působit příznivě na chuťové buňky má pro lidské tělo i další příznivé vlastnosti, obsahuje velké množství vitamínu  C a má alkaloidy s účinky diuretickými a stimulujícími zažívání, v minulých staletích byla považována za účinné afrodisiakum.
Semena obsahují téměř 30 % oleje který je složen z těchto sedmi hlavních mastných kyselin:
eruková – 44,7 %, olejová – 15,1 %, linolenová – 14,7 %, linolová – 8,3 %, eikosenová – 7,4 % a palmitová – 5,1 %. Protože obsahuje velké množství pro lidský organismus škodlivé kyseliny erukové je používán v průmyslu, tam je ceněna jeho velká stabilita při vysokých teplotách, tekutost i při nízkých teplotách a dobrá oxidační stabilita. Nejčastěji je používán pro výrobu průmyslových mazadel, fermeží, pracích a čisticích prostředků, tiskařských barev, aditiv do plastů a v kosmetice.

## Pěstování
Tato rostlina rozmnožující se výhradně semeny je nenáročná, postačí jí dostatek vláhy jen v období klíčení a krátce nato. Má krátkou vegetační dobu, jen tři až čtyři měsíce. Pro přímou konzumaci jsou nejvhodnější mladé rostlinky vysoké okolo 15 cm, sklízené asi za 6 až 8 týdnů po vysetí, které mají pikantní ředkvičkovou chuť. Ze starších rostlin, které je možno ve venkovních podmínkách pěstovat až do zámrazu, lze konzumovat mladší listy. Taktéž se může rychlit obdobně jako řeřicha setá za okny na buničině.
Pro výrobu oleje ze semen se ve středoevropských podmínkách pěstovat nevyplatí, dává průměrné výnosy semene jen do 1 t/ha (řepka ozimá 3 t/ha). Pro technické účely se na největších plochách pěstuje v Indii.

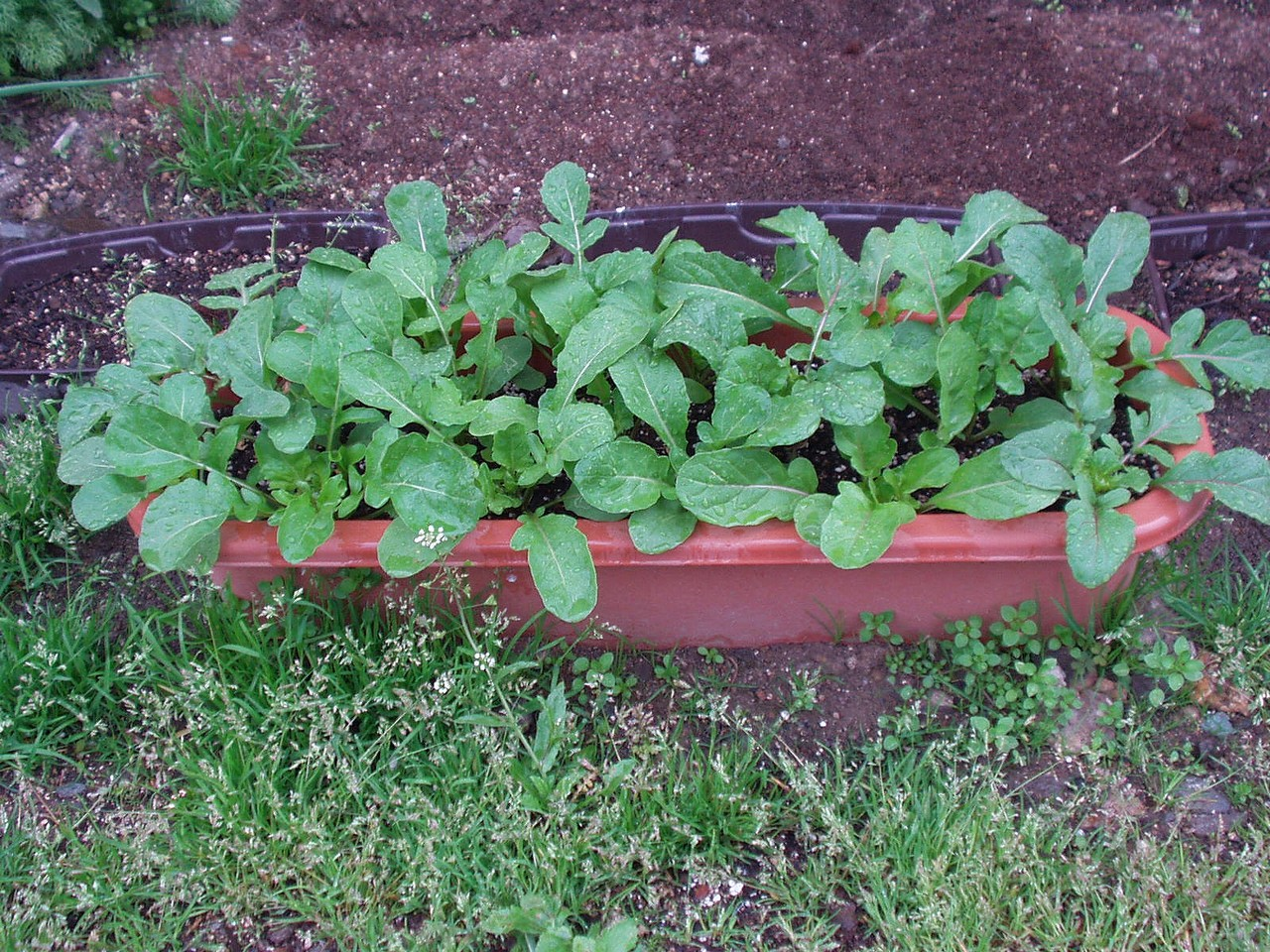
Rychlené rostliny
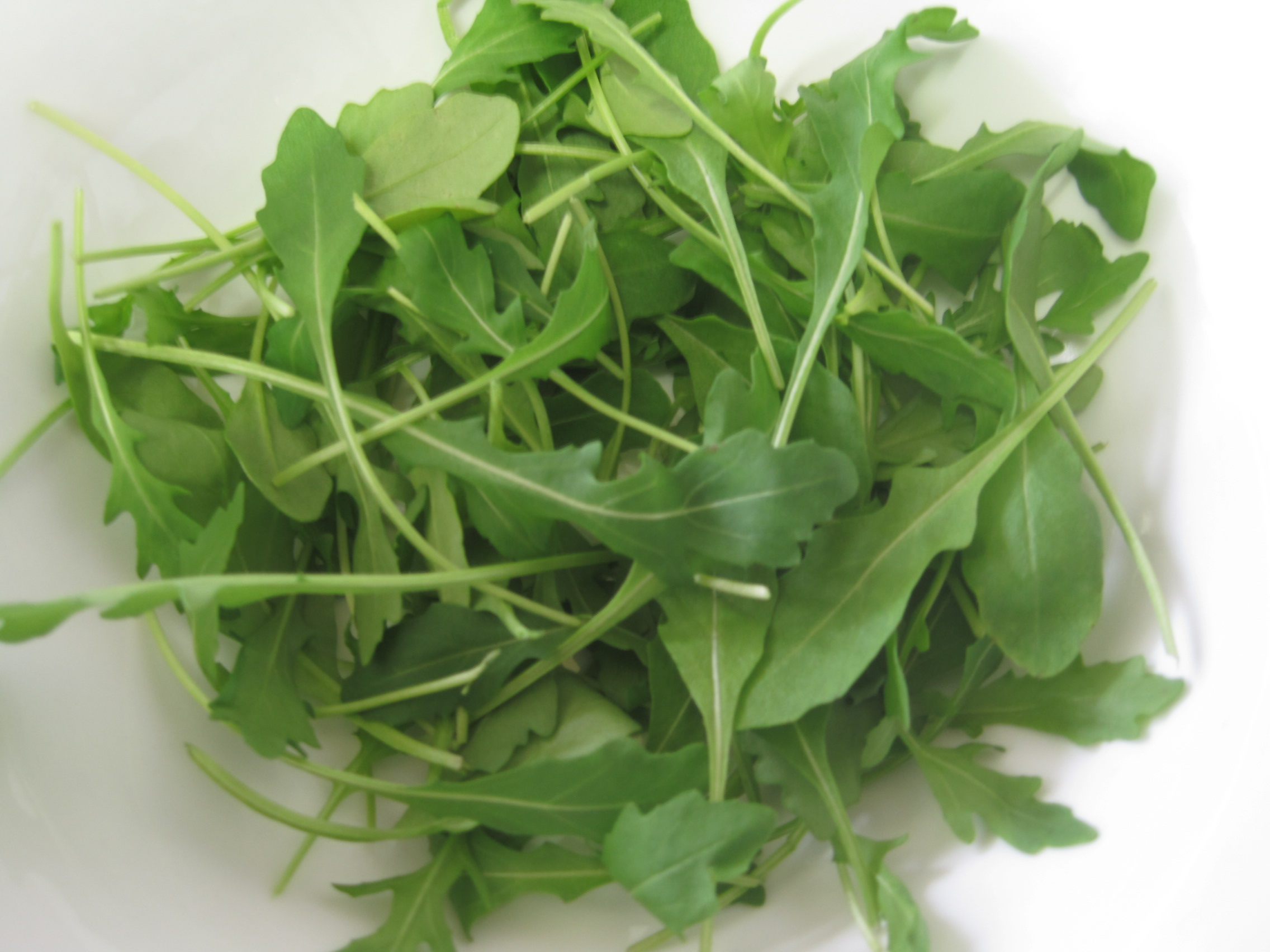
Lístky na salát
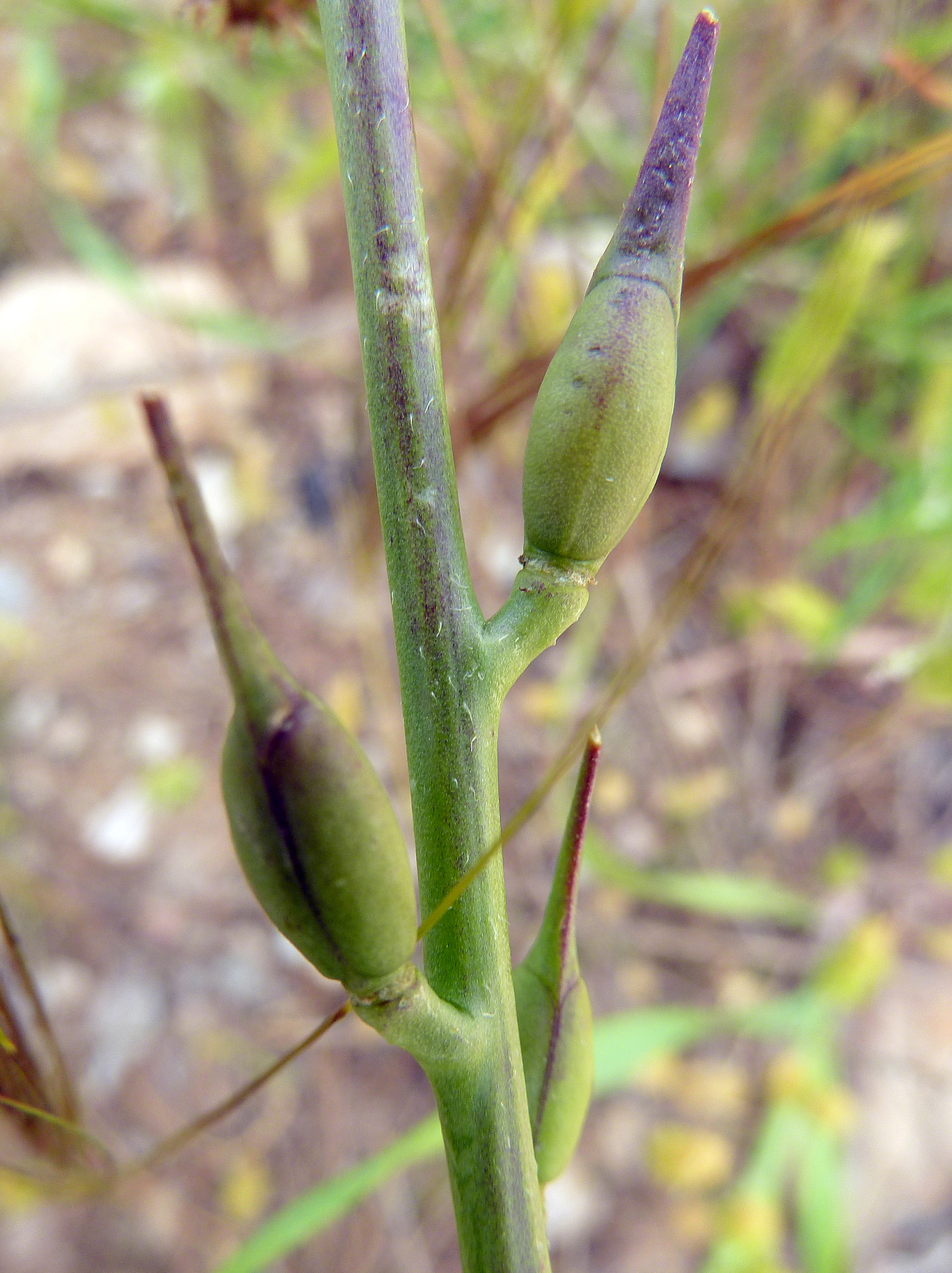
Nezralé šešule
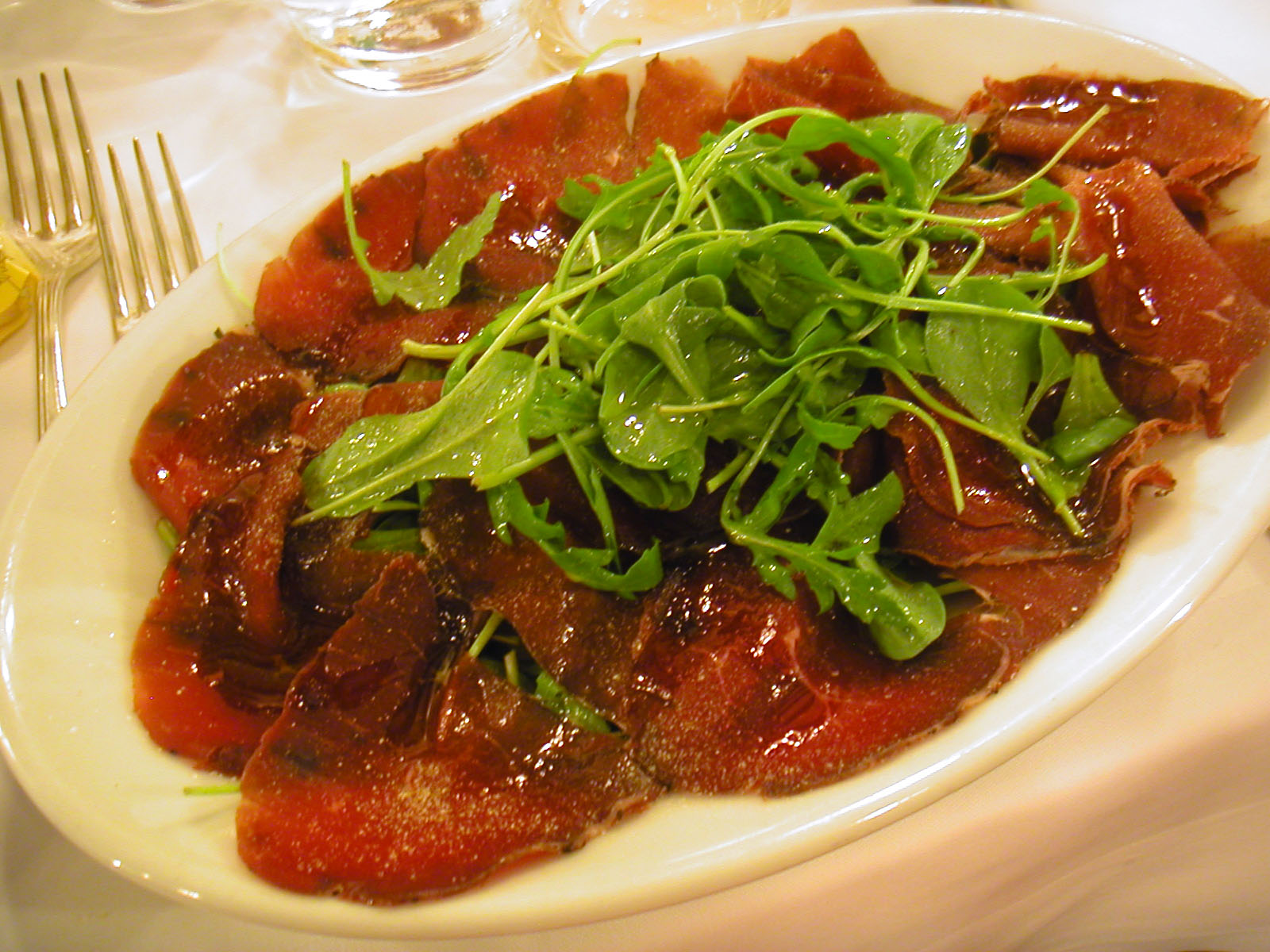
Bresaola – (sušené) hovězí maso s rukolou